# Turjanselkä
Turjanselkä är en del av sjön Yli-Kitka i Finland. Den ligger i Posio i landskapet Lappland, i den norra delen av landet, 700 km norr om huvudstaden Helsingfors. Turjanselkä ligger 261 meter över havet.